# Gómez (ort)
Gómez är en ort i Argentina.   Den ligger i provinsen Buenos Aires, i den centrala delen av landet, 50 km söder om huvudstaden Buenos Aires. Gómez ligger 23 meter över havet och antalet invånare är 335.
Terrängen runt Gómez är mycket platt. Närmaste större samhälle är Brandsen, 12,7 km sydväst om Gómez.
Trakten runt Gómez består till största delen av jordbruksmark. Runt Gómez är det ganska glesbefolkat, med 22 invånare per kvadratkilometer.